# Born Villain
Born Villain è l'ottavo album in studio della band statunitense Marilyn Manson. Inciso tra il 2009 e il 2011, è stato pubblicato in tutto il mondo il 1º maggio 2012 tramite etichetta Hell, etc., appartenente a Marilyn Manson e sussidiaria della Cooking Vinyl Records. Si tratta del primo disco della band dopo l'addio alla Interscope Records, etichetta che pubblicò tutti i precedenti lavori del gruppo dal debutto fino a The High End of Low, del 2009.
Dall'album sono stati tratti tre singoli (No Reflection, Slo-Mo-Tion e Hey, Cruel World..., mentre un cortometraggio intitolato Born Villain e diretto da Shia LaBeouf ha anticipato l'uscita del disco. La band ha supportato il disco con il tour Hey, Cruel World... Tour e con svariati concerti in coppia con Rob Zombie ed Alice Cooper, rispettivamente nel Twins of Evil Tour e nel Masters of Madness Tour. L'album ha debuttato alla posizione numero 10 della Billboard 200.

## Storia
I lavori per Born Villain iniziarono durante il tour di supporto a The High End of Low nel 2009. Nel novembre 2010, il chitarrista Twiggy Ramirez annunciò:
(Twiggy Ramirez)
Il 3 dicembre 2010 fu annunciato il divorzio dei Marilyn Manson dalla loro storica casa discografica Interscope Records. Il frontman aggiunse: "Abbiamo persino iniziato a scrivere nuove canzoni 'on the road', quindi penso che la gente possa aspettarsi un nuovo disco molto più presto [di quanto crediate]". Manson aggiunse inoltre che la band stava preparando alcuni concerti-evento per il prossimo futuro. In questi spettacoli, ciascun album del Trittico (Holy Wood, Mechanical Animals e Antichrist Superstar) sarebbe stato suonato per intero nel corso di tre serate consecutive nella stessa città. Il tour avrebbe portato la band in giro per gli Stati Uniti, con alcune date in Europa.
Il 24 febbraio 2011, lo storico batterista Ginger Fish annunciò il suo addio alla band, aggiungendo che erano aperte le ricerche di un sostituto. Il 2 settembre 2011, l'album fu ufficialmente intitolato Born Villain.

## Produzione
"Saremo sempre il nostro peggior pubblico, finché non smetteremo di essere pubblico e inizieremo ad essere artisti. Qualsiasi tipo di arte è carne e sangue, non importa come la esibisci, decori o esponi. Ma tutti vogliamo l'ardente orrore di quel sangue. E portare sangue è il motivo per cui sono qui."
Marilyn Manson, parlando delle sue intenzioni durante le prime fasi di lavorazione del disco
La prospettiva di un ottavo album in studio dei Marilyn Manson fu confermata dallo stesso frontman durante un'intervista rilasciata a Metal Hammer il 3 dicembre 2009.
(Marilyn Manson, Metal Hammer)
Il 24 gennaio 2010, Manson confermò tramite il profilo MySpace ufficiale della band che "il nuovo album è ufficialmente in movimento". Nel mese di aprile 2010, Manson confermò durante la sua apparizione ai Revolver Golden Gods Awards che il gruppo aveva inciso 13 brani, uno dei quali sarebbe dovuto apparire come colonna sonora all'interno di una serie televisiva incentrata sui vampiri, salvo essere poi scartato. Parlò dell'album anche durante un'intervista con Full Metal Jackie, dicendo che "siamo a metà strada".

### Il libro ed il cortometraggio
Born Villain, cortometraggio diretto dall'attore Shia LaBeouf, ha fatto da "trailer" promozionale per l'album di imminente uscita. L'idea del corto nacque dopo l'incontro di Manson e LaBeouf ad un concerto dei The Kills. L'attore, che ha "sempre trovato intrigante" il cantante, si offrì di fare da regista per il suo prossimo videoclip. Per convincerlo, LaBeouf mostrò a Manson Maniac — filmato che lo vide collaborare come regista con i rapper americani Kid Cudi e Cage. Impressionato, Manson affidò all'aspirante regista il compito di creare un "making-of" al fine di documentare le fasi di registrazione e produzione dell'album.
Manson e LaBeouf realizzarono il corto nel mese di luglio 2011. Il filmato riprende molti aspetti figurativi da svariate fonti di ispirazione diverse, tra cui il film di Alejandro Jodorowski La montagna sacra del 1973, il cortometraggio Un cane andaluso di Luis Buñuel e Salvador Dalí del 1929, Shakespeare e la teologia. LaBeouf affermò che "abbiamo provato a rendere il 'Cane andaluso' mansoniano un macabro 'Macbeth' — una cosa del genere". Manson, dal canto suo, parlò del corto descrivendolo come "un omaggio e parodia della storia del Cinema". Il mese successivo, il sito ufficiale del cortometraggio annunciò che il filmato in questione sarebbe stato presentato il 28 agosto 2011 al Silent Theater di Los Angeles. Il batterista Chris Vrenna disse che Born Villain non è un semplice videoclip ma "una cosa completa". Aggiunse anche che il corto contiene brevi inserti dell'album, nonché un assaggio dello stesso all'interno della colonna sonora.
Al progetto è stato affiancato anche un libro fotografico intitolato Campaign. Pubblicato assieme al cortometraggio dalla Grassy Slope Entertainment (appartenente a LaBeouf) tramite vari rivenditori, il libro contiene immagini di Los Angeles scattate dallo stesso attore e dalla sua fidanzata, Karolyn Pho, durante una visita notturna alla città in compagnia di Manson. Insieme al libro, è presente anche un DVD di Born Villain.
LaBeouf e Pho pubblicizzarono il progetto con un approccio anticonvenzionale, ovvero vandalizzando vari luoghi della città con volantini del libro e poster promozionali del cortometraggio. Inoltre, venne offerta la possibilità di preordinare il libro in occasione di un piccolo evento all'interno di un negozio, durante il quale presenziarono LaBeouf e Manson, mentre il filmato venne proiettato il 1º settembre 2011 nel negozio Hennessey & Ingalls di Hollywood per i presenti.

## Il disco

### Stile musicale
Marilyn Manson affermò che i testi dell'album sarebbero stati "più romantici" e contemporaneamente "autolesionisti". Manson definì inoltre l'album "veramente death metal", manifestando interesse nel pubblicarlo in maniera diversa dai precedenti lavori del suo gruppo, e citando anche la sua amicizia con gli Slayer come una vaga influenza sul disco. Il 7 maggio 2010, sia il comico statunitense Rudy Coby che l'artista newyorkese Nick Kushner ebbero la possibilità di ascoltare in anteprima del materiale tratto dall'album, e Kushner definì su Facebook ciò che aveva sentito come "fottutamente hardcore". Parlando della direzione musicale della band, Manson affermò che Twiggy venne influenzato dalle esperienze vissute durante il tour del 2009, in particolare al Rockstar Mayhem Festival. Il 10 settembre, Manson e Twiggy presenziarono alla première della mostra d'arte di Kushner presso la galleria Studio Servitù di Los Angeles dove, su richiesta dello stesso Kushner, Manson trasformò lo show in un'improvvisata festa musicale durante la quale chi era presente ebbe modo di sentire l'intero album in anteprima. Alcuni giornalisti della rivista LA Weekly erano presenti all'evento e confermarono che la data di pubblicazione era stata fissata per il 2012. Diedero anche le loro prime impressioni riguardo alla nuova musica, descrivendola come "artistica, drammatica, volgare, depravata [...] il Manson classico". Successivamente notarono la presenza di brani dal tempo più lento, e una traccia con "un ritornello super orecchiabile che potrebbe entrare in rotazione su KROQ-FM" (stazione radiofonica americana). Lo stesso Manson spiegò che "il nuovo disco ha semplicemente l'ambizione e la determinazione di quando avevo appena iniziato a far musica. Suona come il primo album nel senso che non ha paura di nulla. Ho dovuto eliminare me stesso dal mio stile di vita e ricominciare da capo".

### Ispirazione
In un'intervista di marzo 2012 concessa alla rivista Revolver, Manson parlò a proposito dell'album dicendo:
(Marilyn Manson, intervista a Revolver, marzo 2012)
Sempre a proposito di Born Villain, Manson parlò nel mese di aprile 2012 in occasione di un'intervista con Loudwire:
(Marilyn Manson, intervista a Loudwire, aprile 2012)

### Testi
Nel corso di una recente intervista con Loudwire, Marilyn Manson ha parlato a proposito dei testi dei vari brani:
(Marilyn Manson, intervista a Loudwire, aprile 2012)

### Idee
Marilyn Manson raccontò a NME che Born Villain è "una questione di natura contro cultura: la gente viene cresciuta in maniera tale da essere cattiva o è solo vittima di calunnie come me?". In occasione di un'intervista con la CNN, Manson parlò a proposito del filo conduttore dell'album:
(Marilyn Manson, intervista per la CNN, maggio 2012)

## Distribuzione e produzione
L'album è il primo della band dopo il termine del contratto con la Interscope Records nel 2009. È stato pubblicato in tutto il mondo il 1º maggio 2012. Per gran parte della prima metà del 2011, Marilyn Manson è sparito dai riflettori e ha interrotto ogni forma di comunicazione con i suoi fan e il mondo esterno.
Il singolo di traino dell'album, No Reflection, debuttò nelle radio il 7 marzo 2012, su KROQ Los Angeles. Fu pubblicato in formato digitale il 13 marzo su etichette Cooking Vinyl e Hell, etc., oltre un mese prima della pubblicazione dell'album. Il singolo fu pubblicato anche su supporto fisico il 21 aprile 2012, come vinile bianco in edizione limitata disponibile solo nel Regno Unito e in Europa, in occasione del Record Store Day. Un videoclip diretto da Lukas Ettlin venne realizzato per promuovere il singolo, con la partecipazione di Roxane Mesquida. Il videoclip debuttò il 4 aprile 2012 sul canale ufficiale Vevo dei Marilyn Manson.
Il 22 maggio 2011, il sito ufficiale della band subì una completa revisione. Una brevissima anteprima di una nuova canzone, della durata di soli 26 secondi, provvisoriamente intitolata "I am among no one (excerpt from an undisclosed song with an unreleased title)" fece la sua comparsa sulla home page completamente ridisegnata del sito, insieme ad un nuovo logo che stava ad indicare l'imminente arrivo del nuovo album, nonché l'inizio di una nuova era. Il logo consiste nella lettera M ripetuta quattro volte in uno schema a spirale, ognuna delle quali ha una gamba più lunga dell'altra. Alla fine della gamba blu e di quella gialla è presente il trigramma cinese ☲ (離 lí) dell'I Ching. Letto dall'alto verso il basso, forma l'esagramma 30, "radiosità", chiamato anche "l'aggrappato" e "la rete". L'origine del carattere affonda le sue radici negli uccelli dalla coda lunga, come il pavone o la leggendaria fenice. È possibile notare anche la colorazione CMYK, che in questo caso richiama un acrostico formato da Manson e annunciato tramite un bollettino che accompagnò il restyling del sito: "Christianity Manufactures Yesterdays Killers" (traducibile come "La cristianità fabbrica gli assassini di ieri"). Nel mese di giugno 2011, Manson apparve in diretta streaming su Ustream nella trasmissione Fleischer's Universe diretta da Victor Borachuk, dove annunciò che il titolo del nuovo album sarebbe stato rivelato "entro una settimana". Rivelò inoltre una riga di testo, "The center of the universe cannot exist without edges", tratto da una canzone non ancora pubblicata. Nel dicembre 2010, Marilyn Manson realizzò un servizio fotografico che venne rubato e diffuso su Internet agli inizi del 2011.
I Marilyn Manson si esibirono ai Revolver Golden Gods Awards l'11 aprile 2012 insieme all'attore e chitarrista Johnny Depp, che salì sul palco insieme alla band per suonare insieme Sweet Dreams (Are Made of This) e The Beautiful People.

## Tour
La prima tappa del tour mondiale di Born Villain chiamato "HEY, CRUEL WORLD" è stata a Brisbane in Australia il 24 febbraio in occasione del Soundwave Festival Leg.
Il 28 settembre a Phoenix è iniziato insieme alla band di Rob Zombie il Twins of Evil Tour che si è concluso il 12 dicembre 2012 in Italia a Bologna.

## Tracce
Testi di Manson.
1. Hey, Cruel World... – 3:44 (musica: Twiggy, Vrenna)
2. No Reflection – 4:36 (musica: Manson, Twiggy, Vrenna)
3. Pistol Whipped – 4:10 (musica: Manson)
4. Overneath the Path of Misery – 5:18 (musica: Manson, Twiggy, Vrenna)
5. Slo-Mo-Tion – 4:24 (musica: Manson, Sablan, Twiggy, Vrenna)
6. The Gardener – 4:39 (musica: Twiggy, Vrenna)
7. The Flowers of Evil – 5:19 (musica: Twiggy, Vrenna)
8. Children of Cain – 5:17 (musica: Manson)
9. Disengaged – 3:25 (musica: Manson)
10. Lay Down Your Goddamn Arms – 4:13 (musica: Twiggy, Vrenna)
11. Murderers Are Getting Prettier Every Day – 4:18 (musica: Twiggy, Vrenna)
12. Born Villain – 5:26 (musica: Manson, Twiggy, Vrenna)
13. Breaking the Same Old Ground – 4:27 (musica: Twiggy, Vrenna)

Tracce bonus
1. You're So Vain (feat. Johnny Depp[35][36]) – 4:02 (testo: Simon)

## Formazione
- Marilyn Manson - voce
- Twiggy Ramirez - chitarra
- Fred Sablan - basso
- Jason Sutter - batteria